# Сальбутамол
Сальбутамо́л (2-трет-Бутиламино-1-(4-окси-3-оксиметил-фенил)-этанол) — бронхорасширяющий препарат из группы селективных агонистов β2-адренорецепторов.
Действует быстро, в связи с чем применяется для купирования приступов бронхиальной астмы, хронической обструктивной болезни лёгких, а также при хроническом бронхите.
В связи с короткой продолжительностью действия не подходит для предупреждения приступов астмы. Чаще всего применяется для ингаляций в порошке или аэрозоле, существуют также таблетированные формы и сиропы для приёма внутрь.

## Общая информация
По структуре и действию сальбутамол близок к другим β2-адреностимуляторам (адреномиметикам). Оказывает бронхорасширяющее и токолитическое действие. В лечебных дозах обычно не вызывает тахикардии и изменений артериального давления.

## Фармакологическое действие
Бронхорасширяющее средство, в лечебных дозах стимулирует β2-адренорецепторы бронхов, кровеносных сосудов и мышц матки. Практически не оказывает действия на β1-адренорецепторы сердца.
Затрудняет высвобождение из тучных клеток гистамина, лейкотриенов, PgD2 и других биологически активных веществ в течение длительного времени. Подавляет раннюю и позднюю реактивность бронхов. Предупреждает и купирует спазмы бронхов, снижает сопротивление в дыхательных путях, увеличивает ЖЕЛ.
Улучшает отхождение мокроты, стимулирует выработку слизи, активирует функции мерцательного эпителия бронхов. Тормозит выброс медиаторов воспаления из тучных клеток и базофилов, в частности анти-IgE-индуцированный выброс гистамина, устраняет антигензависимое подавление мукоцилиарного транспорта и выделение фактора хемотаксиса нейтрофилов. Предупреждает развитие аллергического бронхоспазма.
Может приводить к снижению числа бета-адренорецепторов, в том числе на лимфоцитах. Обладает рядом метаболических эффектов: снижает концентрацию калия в плазме крови, влияет на гликогенолиз и выделение инсулина. У пациентов с бронхиальной астмой может повышать сахар крови и ускорять распад жиров, чем увеличивает риск развития лактацидоза.
В рекомендуемых терапевтических дозах не оказывает отрицательного влияния на сердечно-сосудистую систему, не вызывает повышения артериального давления. В меньшей степени, по сравнению с лекарственными средствами этой группы, влияет на сердце. Вызывает расширение коронарных артерий сердца.
После применения ингаляционных форм действие развивается быстро, начало эффекта — через 5 мин, максимум — через 30—90 мин (75 % максимального эффекта, достигается в течение 5 мин), продолжительность — 3—6 ч. Оказывает токолитическое действие — снижает тонус и сократительную активность мышц матки.
После приёма внутрь не пролонгированных лекарственных форм начало эффекта развивается в течение 30 мин, максимум — 2 ч при приёме сиропа, 2—3 ч при приёме таблеток, продолжительность — 4—6 ч для раствора. Пролонгированные формы препарата за счёт постепенного высвобождения активного вещества через оболочку таблетки обеспечивают необходимую концентрацию в плазме для поддержания терапевтического эффекта в течение 12—14 ч.

## Фармакокинетика
При приёме внутрь абсорбция — высокая. Приём пищи снижает скорость абсорбции, но не влияет на биодоступность. После однократного приёма внутрь 4 мг сиропа или таблеток Cmax — 18 нг/мл; после приёма внутрь таблеток в дозе 2 мг каждые 6 ч Cmax — 6.7 нг/м; после приёма внутрь таблеток в дозе 4 мг каждые 6 ч Cmax — 14.8 нг/мл; после приёма внутрь пролонгированных лекформ в дозе 4 мг каждые 12 ч Cmax — 6.5 нг/мл. Связь с белками плазмы — 10 %. Проникает через плаценту. Подвергается пресистемному метаболизму в печени и в кишечной стенке, посредством фенолсульфотрансферазы инактивируется до 4-0-сульфата эфира. Период полувыведения (T1/2) — 3.8—6 ч. Выводится почками (69—90 %), преимущественно в виде неактивного фенолсульфатного метаболита (60 %) в течение 72 ч и с желчью (4 %).

## Показания
- Внутрь — бронхоспастический синдром, бронхиальная астма (в том числе ночная — пролонгированные формы) — профилактика и купирование, ХОБЛ (в том числе хронический бронхит, эмфизема легких).
- Парентерально — бронхоспастический синдром (купирование).
- Парентерально (с последующим переходом на прием внутрь): угрожающие преждевременные роды с появлением сократительной деятельности; истмико-цервикальная недостаточность; брадикардия плода (в зависимости от сокращений матки в периоды раскрытия маточной шейки и изгнания); операции на беременной матке (наложение циркулярного шва при недостаточности внутреннего маточного зева).

В кокрановском систематическом обзоре не обнаружено эффективности сальбутамола при лечении неспецифического хронического кашля у детей старше 2 лет.

## Формы выпуска и применение
Чаще всего сальбутамол применяется при бронхиальной астме и других заболеваниях дыхательных путей, протекающих со спастическими состояниями бронхов. Лекарственные средства на основе сульфата сальбутамола выпускают в аэрозольных алюминиевых баллонах с дозирующим клапаном, распыляющим при каждом нажатии 0,1 мг препарата (в виде мелкодисперсных частиц, размер которых не превышает 5 мкм).
Для купирования начинающегося приступа удушья ингалируют 1—2 дозы аэрозоля. В тяжёлых случаях, если через 5 мин после ингаляции первой дозы не наступит ощутимое улучшение дыхания, можно ингалировать ещё 2 дозы аэрозоля. Последующие ингаляции производят с промежутками 4—6 ч (не более 6 раз в сутки).
Выпускаются также таблетки, содержащие по 0,002 или 0,004 г (2 или 4 мг) сальбутамола.
Назначают взрослому по 1 таблетке 3—4 раза в день.

## Противопоказания
Гиперчувствительность, детский возраст (до 4 лет — для порошка для ингаляций и до 2 лет — для дозированного аэрозоля без спейсера, до 18 мес — для раствора для ингаляций). Для внутривенного введения в качестве токолитика — инфекции родовых путей, внутриутробная гибель плода, пороки развития плода, кровотечение при предлежании плаценты или преждевременной отслойке плаценты; угрожающий выкидыш (в I—II триместре беременности).

### C осторожностью
Тахиаритмия, тяжёлая хроническая сердечная недостаточность, артериальная гипертензия, тиреотоксикоз, феохромоцитома, беременность, период лактации. Дополнительно для внутривенного введения в качестве токолитика — ишемическая болезнь сердца (стенокардия, инфаркт миокарда), миокардит, пороки сердца, аортальный стеноз, сахарный диабет, эпилепсия, судороги, стеноз желудочно-кишечного тракта (в том числе пилородуоденальный).

## Форма выпуска
Форма выпуска сальбутамола сульфата: в аэрозольных алюминиевых баллонах вместимостью 10 мл, содержащих 100  разовых доз.

## Побочные эффекты
Часто — тахикардия (при беременности — у матери и плода), головная боль, тремор, нервное напряжение; менее часто — головокружение, бессонница, мышечные судороги, тошнота, рвота, потливость; редко — аллергические реакции (крапивница, кожная сыпь, ангионевротический отек, парадоксальный бронхоспазм), мультиформная эритема, синдром Стивенса-Джонсона, аритмия, боль в груди, гипокалиемия, психоневрологические нарушения (в том числе психомоторное возбуждение, дезориентация, нарушение памяти, агрессивность, паническое состояние, галлюцинации, суицидальные попытки, шизофреноподобные расстройства), задержка мочи.

### Передозировка

#### Симптомы острого отравления
Стенокардия, тахикардия (с частотой сердечных сокращений до 200 ударов в минуту), сердцебиение, аритмия, головокружение, сухость во рту, усталость, головная боль, гипергликемия (сменяющая гипогликемию), снижение или повышение артериального давления, гипокалиемия, бессонница, недомогание, тошнота, нервное напряжение, судороги, тремор.

#### Лечение
Симптоматическое, при передозировке таблетированных форм препарата — промывание желудка, при тахиаритмии вводят кардиоселективные бета-адреноблокаторы (с осторожностью из-за опасности возникновения бронхоспазма).

## Взаимодействие с другими препаратами
- Не рекомендуется одновременно применять сальбутамол и неселективные блокаторы β-адренорецепторов, такие как пропранолол.
- Сальбутамол не противопоказан пациентам, которые получают ингибиторы моноаминооксидазы (ИМАО).
- Усиливает действие стимуляторов центральной нервной системы.
- Теофиллин и другие ксантины при одновременном применении повышают вероятность развития тахиаритмий; средства для ингаляционной анестезии, леводопа – тяжёлых желудочковых аритмий.
- Одновременное применение с м-холиноблокаторами (в том числе ингаляционными) может способствовать повышению внутриглазного давления. Диуретики и глюкокортикостероиды усиливают гипокалиемическое действие сальбутамола.

## Комбинированные лекарственные формы, содержащие сальбутамол
Выпускаются содержащие сальбутамол комбинированные лекарственные формы.

## Спорт
Входит в список разрешённых WADA препаратов для спортсменов, но в дозировке, не превышающей 1600 мкг в сутки. Превышение суточной дозировки является нарушением антидопинговых правил. Используется некоторыми спортсменами-астматиками (Марит Бьёрген, Ким Коллинз), имеющими официальное разрешение от Всемирного антидопингового агентства.